# Búsuló kuruc
A  Búsuló kuruc Damkó József szobrászművész köztéri alkotása Kiskunhalason. Avatására 1904-ben került sor. A szobor előtt hatalmas kőlappal fedett kripta áll. Az építészeti munkák terveit Hikisch Rezső építész készítette. A szobortalapzat déli oldalában egy emléktábla található, ami röviden leírja a csatát, amelynek emlékére emelték a szobrat; a szobor északi oldalán pedig Endrődi Sándor Kuruc nóta című verse olvasható.

## Elhelyezkedése
Kiskunhalason, a Kossuth utca és a Bercsényi utca sarkán áll. Az emléktábla szerint a helyszínen 234 vitéz nyugszik.

## Képgaléria

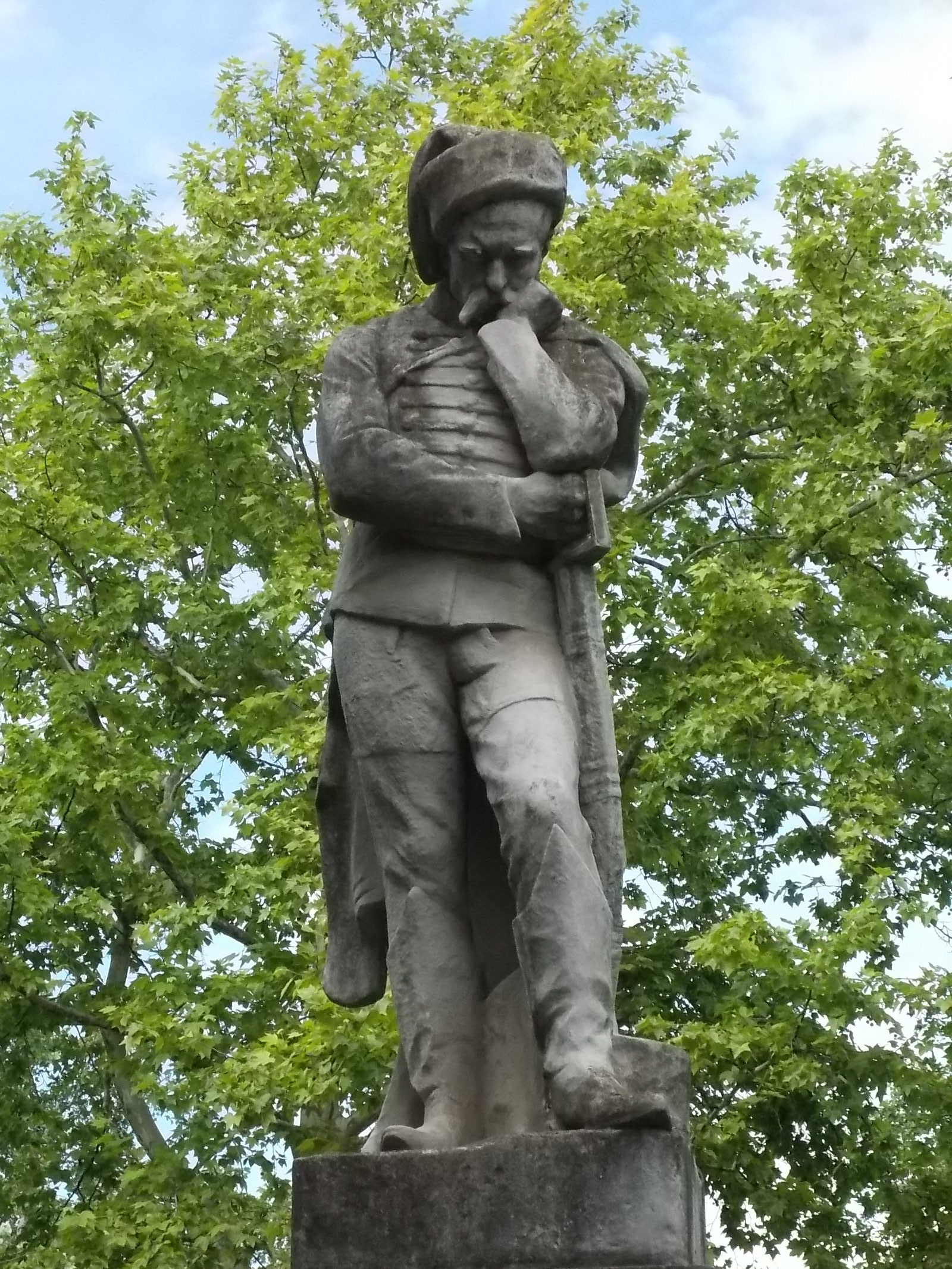
A szobor 2019-ben
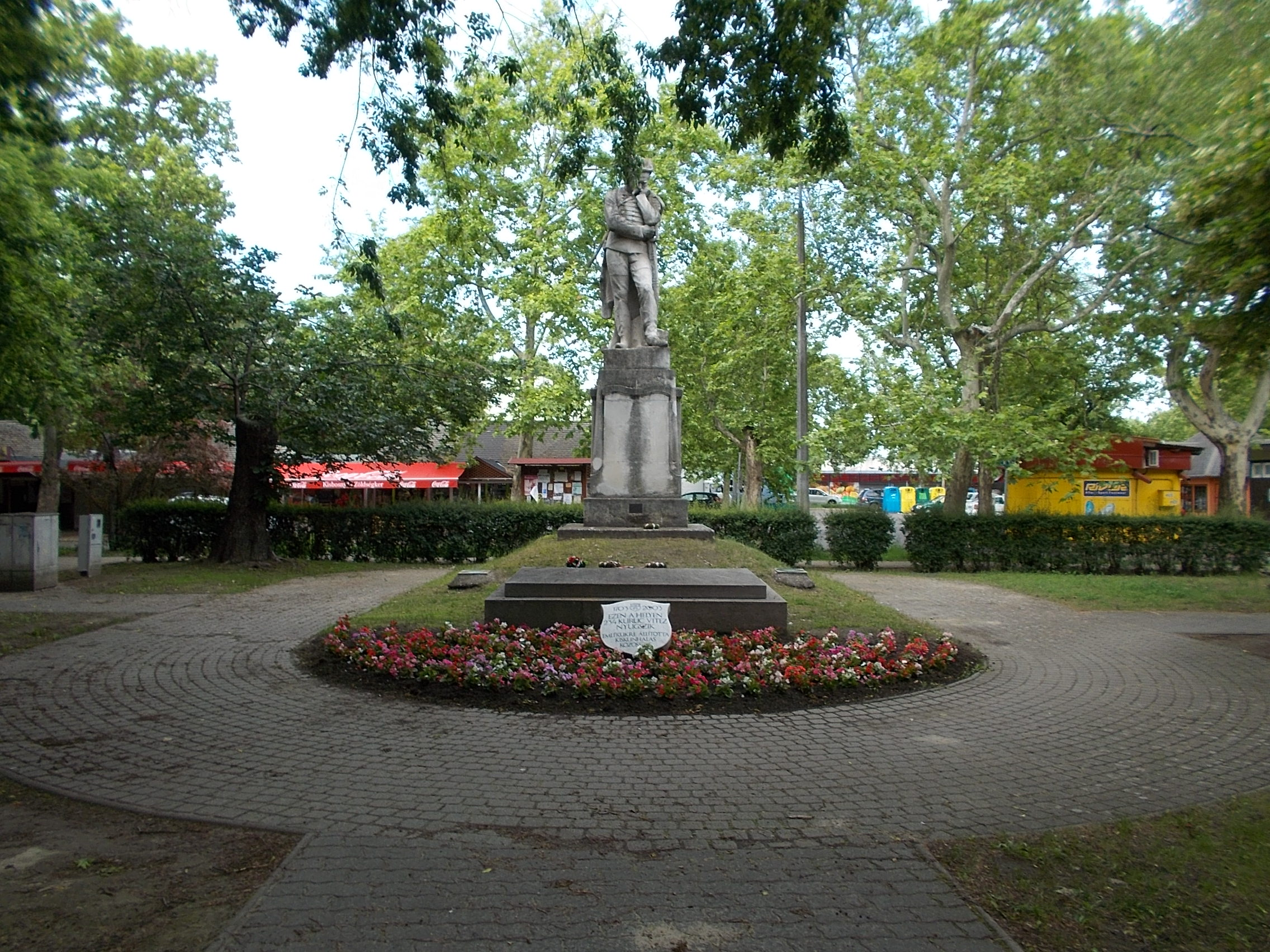
Távlati kép (2019)
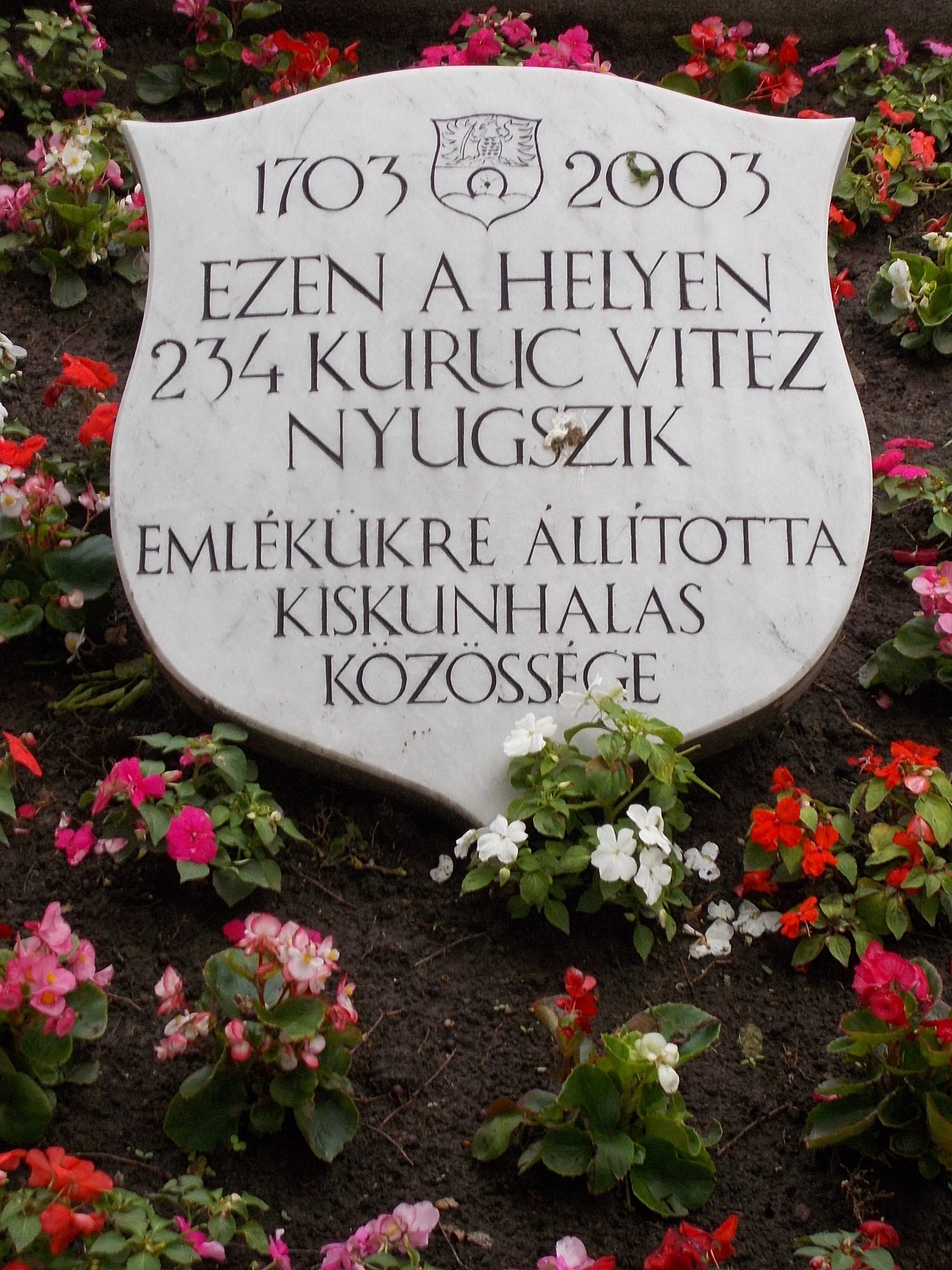
Az emléktábla